# ステファニア・サンソンナ
ステファニア・サンソンナ（Stefania Sansonna、1982年11月1日 - ）は、イタリアの元女子バレーボール選手。元イタリア代表。

## 来歴
1994年、Polisportiva popolare Canosaに入団し、バレーボール選手としてのキャリアをスタートさせる。1997-98シーズンにCentro Ester Pallavoloへ移籍し、セリエAデビューした。その後、セリエBのクラブチームで活躍し、Florens Volley Castellana Grotte、アシステル・ノヴァーラ、River Volleyなどを経てAGILバレーでプレーした。
2015年、イタリア代表に初選出され、同年のワールドグランプリ、欧州選手権には正リベロとして出場した。

## 球歴
- 欧州選手権 - 2015年
- ワールドグランプリ - 2015年

## 受賞歴
- 2016年 リオ五輪欧州予選 ベストリベロ賞

## 所属クラブ
- Polisportiva popolare Canosa（1994-1997年）
- Centro Ester Pallavolo（1997-1998年）
- A.S.Volley Faenza（1998-1999年）
- PMV Potenza（1999-2002年）
- Pallavolo Casette（2002-2003年）
- Assi Manzoni Brindisi（2003-2005年）
- Europea 92 Isernia（2005-2006年）
- Florens Volley Castellana Grotte（2006-2010年）
- アシステル・ノヴァーラ（2010-2012年）
- イトゥサチ・バクー（2012年）
- River Volley（2012-2014年）
- AGILバレー（2014-2021年）